# Filipa Anglická
Filipa Anglická (4. června 1394, Peterborough – 6. ledna 1430, Vadstena) byla jako manželka krále Kalmarské unie Erika VII. Pomořanského královna Dánska, Norska a Švédska.

## Biografie
Filipa se narodila jako poslední ze sedmi dětí Jindřicha IV. a jeho první manželky Marie de Bohun. 26. října roku 1406 byla ve svých dvanácti letech v městě Lundu provdána za mladého krále Erika, když ještě vláda Kalmarské unie spočívala v rukou jeho tety Markéty I.; byla první nevěstou v historii, která se vdávala v bílém oděvu. 1. listopadu téhož roku byla korunována královnou Dánska, Norska a Švédska – tří království, která tvořila Kalmarskou unii. Z manželství Filipy a Erika nevzešli žádní potomci; jediné dítě se narodilo po 23 letech manželství mrtvé. "Vina" byla, jak bylo obvyklé, připisována Filipě; skutečností však je, že kromě toho, že nevzešli žádní jeho potomci z tohoto manželského lože, nejsou známi žádní ani z jeho pozdějšího morganatického manželství, ani z levého boku, třebaže byl pověstný svými úspěchy u žen.
Filipa byla dobrá manželka a její manžel v ni vkládal velkou důvěru. Když Erik odjel v srpnu roku 1423 na pouť do Jeruzaléma, Filipa převzala jako regentka vládu až do manželova návratu v květnu roku 1425. Prameny uvádějí, že byla ve vládě energičtější nežli slabý Erik a že dokonce po králově návratu pokračovala v řízení některých záležitostí, jako například v roce 1428 při organizaci úspěšné obrany Kodaně, když Hanza hrozila obsadit město.
Filipa dostala jako věno malou část Švédska a v této zemi také trávila nejvíce času. Od roku 1420 prakticky zemi řídila jménem manžela. Ke konci života se usadila v klášteře sv. Brigity ve Vadsteně, městě ve středním Švédsku. Při jeho návštěvě na počátku února roku 1430 zde zemřela a byla zde i pochována.